# Radara josealis
Radara josealis là một loài bướm đêm trong họ Noctuidae.